# استنینگ
استنینگ (به سوئدی: Steninge) یک شهرداری در سوئد است که در شهر هالمستاد واقع شده‌است.

## خصوصیات
استنینگ ۱٫۷۴ کیلومترمربع مساحت و ۸۳۶ نفر جمعیت دارد.